# هرنادکرچ
هرنادکرچ (به مجاری:  Hernádkércs) یک منطقهٔ مسکونی در مجارستان است که در بورشود-آبااوی-زمپلن واقع شده‌است.